# Yahoo! Answers
Yahoo! Answers — сервис вопросов и ответов компании Yahoo!, запущенный 8 декабря 2005 года, позволяющий пользователям задавать вопросы сообществу и отвечать на них. Yahoo! Answers конкурировал с Google Answers до закрытия последнего. В 2008 году сервис был самым популярным сайтом вопросов и ответов в США, занимая 74 % рынка при посещаемости более 150 млн уникальных посетителей в месяц. Сервис был закрыт 4 мая 2021 года.

## Принцип работы
Сервис работает по принципу особых конференций, в которых пользователь создаёт вопрос, а другие пользователи пытаются на него ответить, при этом, если ответ помог решить проблему вопрошающего, то создатель вопроса мог отметить его в качестве лучшего и оценить его. Все вопросы распределяются по категориям, среди которых есть категории здоровье, путешествия, спорт и множество других.

## Обзоры в прессе
- Editors. Yahoo Answers (англ.). © 2011 CBS Interactive. (CNET) (9 января 2006). Дата обращения: 26 января 2011. Архивировано 12 марта 2012 года.